# Józef Klink

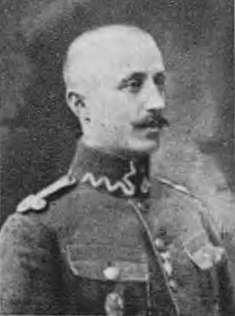
Józef Klink (przed 1930)

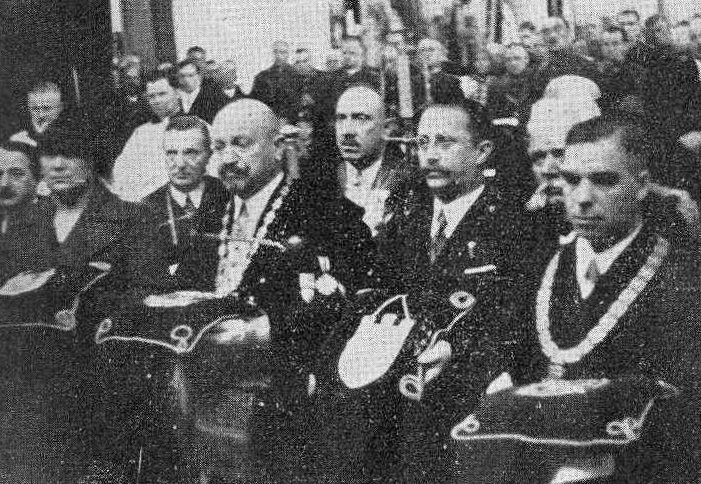
Od lewej: Maria Karmelitowa, Józef Klink, Jan Sudhoff, Stanisław Ostrowski z wotywnymi ryngrafami w kościele Matki Boskiej Ostrobramskiej we Lwowie na Łyczakowie (3 maja 1938)

Józef Klink, ps. „Brzeszczot” (ur. 5 stycznia 1888 we Lwowie, zm. 16 marca 1958 w Calgary) – major piechoty Wojska Polskiego, działacz niepodległościowy i społeczny, kawaler Orderu Virtuti Militari.

## Życiorys
Urodził się 5 stycznia 1888 we Lwowie, w ówczesnym Królestwie Galicji i Lodomerii, w rodzinie Wojciecha i Anny z Głodowskich. Po wybuchu I wojny światowej od początku sierpnia 1914 służył w oddziałach strzeleckich, a potem wstąpił do Legionów Polskich. Służył Inspektoracie Zaciągu w Grodzisku, następnie w strukturze Polskiego Korpusu Posiłkowego od 27 października 1917 skierowany do Stacji Zbornej Lwów. Kształcił się w szkole podchorążych PKP od lutego 1918.
U kresu wojny w 1918 jako były legionista brał udział w obronie Lwowa w trakcie wojny polsko-ukraińskiej jako podchorąży w Odcinku V, Szkoła Sienkiewicza. 2 grudnia 1918 został przydzielony do Adiutantury Kwatermistrzostwa Naczelnego Dowództwa Wojska Polskiego w Galicji Wschodniej, gdzie miał zorganizować stałą służbę kurierską. Po odzyskaniu przez Polskę niepodległości został przyjęty do Wojska Polskiego. Został awansowany do stopnia podporucznika przy sztabie dowództwa Frontu w Galicji Wschodniej w czerwcu 1919. W tym stopniu był dowódcą sekcji kurierów w dowództwie Frontu Galicyjsko-Wołyńskiego. W 1921 w stopniu porucznika był oficerem oświatowym w 40 pułku piechoty. Brał udział w wojnie polsko-bolszewickiej. 1 czerwca 1921 pełnił służbę w dowództwie 6 Armii. 3 maja 1922 został zweryfikowany w stopniu kapitana ze starszeństwem z dniem 1 czerwca 1919 i 6. lokatą w korpusie oficerów administracji, dział naukowo-oświatowy. W latach 20. i na początku lat 30. był oficerem w kadrze Komendy Miasta Lwów. Był założycielem Podoficerskiego Teatru Świetlnego, powołanego 20 kwietnia 1923 w koszarach Gwardii przy ul. Kurkowej 12, co w opinii społeczności stanowiło datę początkową dla działania Domu Żołnierza Polskiego we Lwowie. W 1924 powołał sekcję podoficerską Domu Żołnierza, która została przekształcona wkrótce w Ogniwo Podoficerów Zawodowych Garnizonu Lwowskiego, pod protektoratem mjr. Zygmunta Cšadka. 12 kwietnia 1927 został awansowany do stopnia majora ze starszeństwem z dniem 1 stycznia 1927 i 5. lokatą w korpusie oficerów administracyjnych, dział naukowo-oświatowy. Na przełomie lat 20./30. sprawował stanowisko referenta oświatowego komendanta miasta Lwów. Pełniąc tę funkcję w garnizonie Lwów został delegatem dowódcy Okręgu Korpusu Nr VI do zarządu okręgowego Polskiego Białego Krzyża we Lwowie, obejmując w nim dział nauczania i w 1930 zorganizował osiem szkół początkowych dla żołnierzy jednostek Wojska Polskiego stacjonujących we Lwowie, w których kierował tokiem nauczania oraz przeprowadzał egzaminy państwowe. W 1931 prowadził we Lwowie kurs dla młodych oficerów-referentów oświatowych. 12 marca 1934 został przeniesiony z korpusu oficerów administracji do korpusu oficerów piechoty. Z dniem 30 czerwca 1934 został przeniesiony w stan spoczynku.
W okresie II Rzeczypospolitej działał społecznie we Lwowie. Zaangażował się w upamiętnienie obrony Lwowa z 1918. Brał aktywny udział uroczystościach upamiętniających obrońców miasta. Był członkiem założonego 22 września 1922 Towarzystwa Badania Historii Obrony Lwowa i Województw Południowo-Wschodnich, w latach 30. był członkiem zarządu głównego oraz komisji naukowej tegoż, pełnił funkcję kierownika biura i archiwum Komisji Naukowej tegoż oraz wraz z mjr. dr. Eugeniuszem Wawrzkowiczem sprawował redakcję Rocznika Towarzystwa, wydawanego od 1936. Był jednym z autorów „Jednodniówki”, wydanej z okazji obchodów 10. rocznicy obrony Lwowa. Działał w Związku Obrońców Lwowa, w którym przewodniczył w nim sekcji oświatowo-kulturalnej i pełnił funkcję wiceprezesa. W 1938 wszedł w skład Tymczasowego Komitetu Organizacyjnego Żywego Pomnika Uczczenia Dwudziestolecia Obrony Lwowa. W 1928 wszedł w skład Komitetu Obchodu Imienin Marszałka Józef Piłsudskiego. Działał w organizacjach roztaczających opiekę nad weteranami z terenu województwa lwowskiego, zasiadał w zarządzie Towarzystwa Wzajemnej Pomocy Uczestników Powstania 1863 roku, pełnił funkcję skarbnika w powołanym w 1932 Komitecie Opieki nad Uczestnikami Powstania z r. 1863/4, roztaczającym opiekę nad weteranami z terenu województwa lwowskiego. W 1938 został członkiem wydziału towarzystwa Straży Mogił Polskich Bohaterów we Lwowie.
We Lwowie był członkiem Kapituły Krzyża Obrony Lwowa. Jako przedstawiciel Związku Obrońców Lwowa podczas uroczystości 3 maja 1938 dokonał złożenia wotum w postaci ryngrafu w kościele Matki Boskiej Ostrobramskiej we Lwowie na Łyczakowie, czego był inicjatorem, zaś 21 listopada 1938 przekazał miastu Lwów ewidencję Obrońców Lwowa. Był członkiem Komisji Bibliotecznej Sekcji Wschodniej Zarządu Głównego Towarzystwa Szkoły Ludowej we Lwowie. Był członkiem sekcji propagandowej Komitetu Obywatelskiego Akcji Lwowa na Rzecz Funduszu Obrony Narodowej. 20 września 1938 wygłosił rezolucję podczas manifestacji we Lwowie na rzecz odzyskania śląska zaolziańskiego, Spisza i Orawy.
W połowie lat 30. został ustanowiony przechodni szachowy Puchar im. mjr. Józefa Klinka, o który rywalizowały reprezentacje podoficerów z polskich garnizonów.
Po wybuchu II wojny światowej podczas kampanii wrześniowej był dowódcą II batalionu pułku Obrony Narodowej we Lwowie, dowodzonego przez ppłk. Alfreda Greffnera. Po nastaniu okupacji niemieckiej został aresztowany. Był osadzony w więzieniu Montelupich w Krakowie. 20 sierpnia 1941 został osadzony w niemieckim obozie koncentracyjnym Auschwitz, gdzie otrzymał numer więźniarski 20093. Po ataku Niemiec na ZSRR z 22 czerwca 1941 był zatrudniony w wydzielonej części obozu, tzw. Russische Kriegsgefangene Lager (RKG), gdzie z uwagi na znajomość języków niemieckiego i rosyjskiego, pracował przy spisywaniu dokumentów jeńców radzieckich.
Po zakończeniu wojny pozostał na emigracji. Zmarł 16 marca 1958 w Calgary. Został pochowany na Burnsland Cemetery (sektor T-11-66).
Józef Klink był żonaty z Marią z Modelskich (1891–1974), z którą miał troje dzieci.

## Publikacje
- Walczący Lwów w listopadzie 1918 (1938, współautor: Eugeniusz Wawrzkowicz)[53][54][55]
- Obrona Lwowa 1-22 listopada 1918. T. 1 i 2, Źródła do dziejów walk o Lwów i województwa południowo-wschodnie 1918–1920. Relacje uczestników (1936, współautor: Eugeniusz Wawrzkowicz; reedycja 1991, 1993 pod redakcją Jarosława Waniorka, wyd. Oficyna Wydawnicza Volumen)[56]
  - podrozdział pt. W przededniu listopadowej obrony Lwowa
- Obrona Lwowa 1-22 listopada 1918. T. 3, Organizacja listopadowej obrony Lwowa. Ewidencja uczestników walk. Lista strat (współautor: Eugeniusz Wawrzkowicz, reedycja 1994, wyd. Oficyna Wydawnicza Volumen)

## Ordery i odznaczenia
- Krzyż Srebrny Orderu Virtuti Militari nr 5756 – 10 sierpnia 1922[57][58]
- Krzyż Niepodległości – 9 stycznia 1932 „za pracę w dziele odzyskania niepodległości”[59]
- Krzyż Walecznych[60]
- Złoty Krzyż Zasługi[60]
- Medal Pamiątkowy za Wojnę 1918–1921[60]
- Medal Dziesięciolecia Odzyskanej Niepodległości[60]
- Srebrny Wawrzyn Akademicki – 5 listopada 1938 „za szerzenie zamiłowania do literatury polskiej i krzewienia czytelnictwa w wojsku”[61]